# Condado de Lawrence (Missouri)
O Condado de Lawrence é um dos 114 condados do estado americano de Missouri. A sede do condado é Mount Vernon, e sua maior cidade é Mount Vernon. O condado possui uma área de 1 589 km² (dos quais 1 km² estão cobertos por água), uma população de 35 204 habitantes, e uma densidade populacional de 22 hab/km² (segundo o censo nacional de 2000). O condado foi fundado em 1843. O Missouri já teve um condado com o mesmo nome, fundado em 1815, e dissolvido em 1818. O atual condado de Lawrence está localizado em uma região deste primeiro condado de Lawrence.